# Stade Jules Deschaseaux

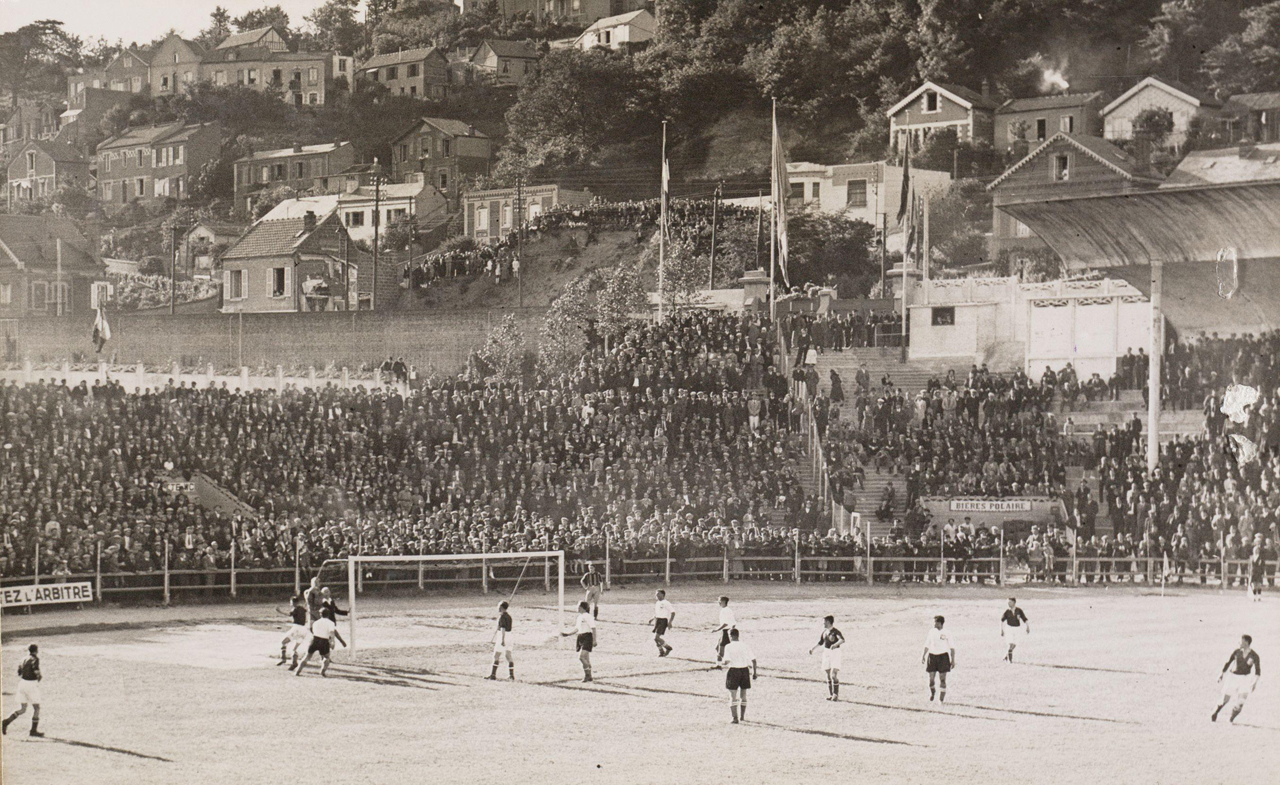
Jogo entre Tchecoslováquia e Países Baixos pela Copa de 1938.

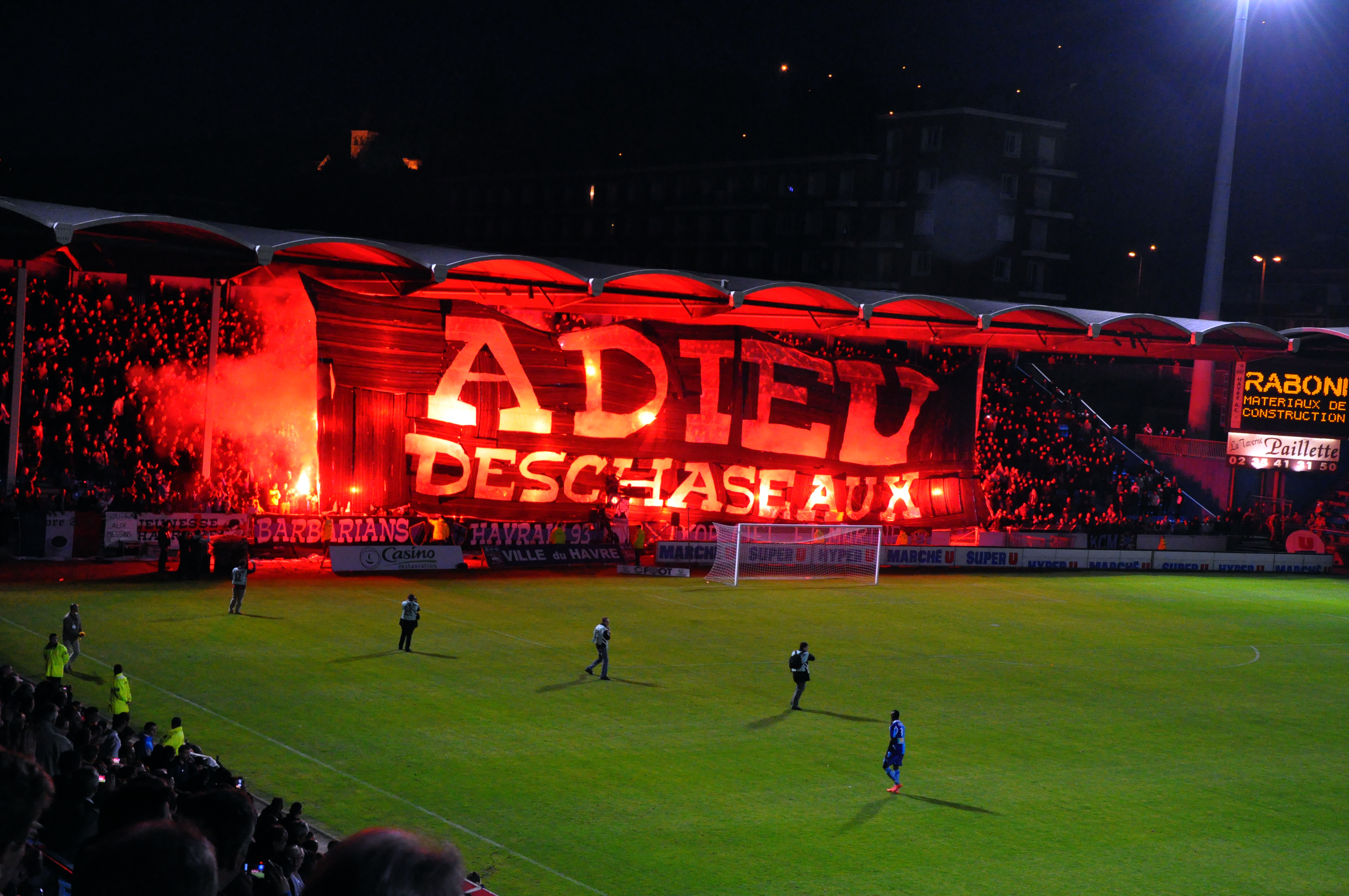
Torcedores levantam faixa "Adieu Deschaseaux" (Adeus, Deschaseaux) na última partida de futebol disputada no estádio, em 2012.

O Stade Jules Deschaseaux é um estádio de futebol sediado em Le Havre, na França. Seu nome homenageia um vereador que gerenciava o esporte na região.
Inaugurado em 1931, chamou-se até 1954 Stade Municipal du Havre, quando passou a adotar o nome de Jules Deschaseaux (falecido em 1957, 3 anos depois da renomeação do estádio). Foi usado na Copa de 1938, na partida entre Tchecoslováquia e Países Baixos. Durante a Segunda Guerra Mundial, o estádio foi destruído pelos bombardeios e, por este motivo, o Le Havre AC teve que jogar suas partidas no Stade de la Cavée Verte (inaugurado em 1918).
Em 2012, o estádio foi demolido e foi substituído pelo Stade Océane - a equipe de rugby do Le Havre passou a mandar suas partidas no Jules Deschaseaux após o término da temporada 2018–19.